# 加古川市立上荘小学校
加古川市立上荘小学校（かこがわしりつ かみしょうしょうがっこう）は、かつて兵庫県加古川市上荘町都染にあった加古川市立小学校。

## 沿革

### 経緯

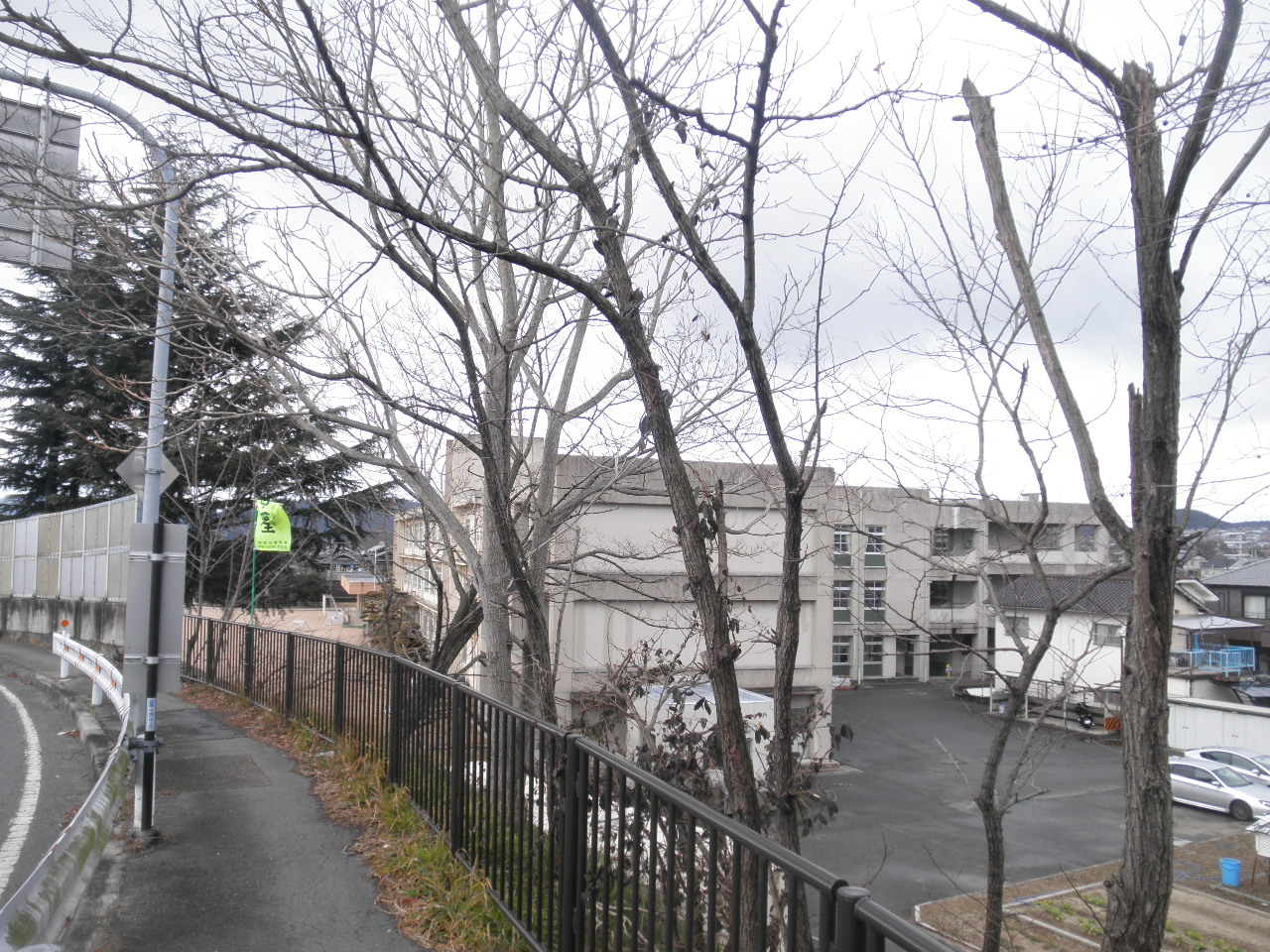
兵庫県道65号神戸加古川姫路線から見た当校

1872年7月の学制発布に伴い、翌1873年、薬栗村（現加古川市上荘町薬栗）に巖上小学校が、見土呂村（現加古川市上荘町見土呂）に教育小学校が創設された。1875年、巖上小学校が廃止され、1884年、見土呂小学校は平荘小学校の分校となった。1887年、平荘小学校を山角尋常小学校とし、見土呂分校は見土呂簡易小学校となった。1891年3月見土呂分校は廃止され、同校在中の児童は、山角尋常小学校に編入することとなった。
1903年4月1日 上荘尋常小学校を現位置に設置された。その後、1941年、国民学校令により、上荘国民学校と改称した。第二次世界大戦降伏後の学制改革によって、上荘国民学校は、上荘村立上荘小学校となり、同時に上荘村立上荘中学校を併設した。同時に併設された上荘村立上荘中学校は、1947年に廃止され、加古川市立両荘中学校に引き継がれた。開校以来、上荘町に住む小学生への教育を施してきたが、2024年3月、平荘小学校・両荘中学校との統合により廃校となった。

### 年表
- 1903年4月1日 -上荘尋常小学校が設置される
- 1905年4月 - 裁縫科、手工科を加設する[1]
- 1909年4月 - 高等科2年を設置し、上荘尋常高等小学校と改称。農業科を加設する[2]
- 1913年4月 - 高等科の修業年数を3年に延長。裁縫学校（３年）および研究科を附設する[3]
- 1916年4月 - 高等科の修業年数を2年に戻す[3]
- 1920年4月 - 裁縫学校を廃止し。農業補習学校を附設する。（男子部：初等科 4年、中等科 3年、高等科3年　女子部：本科 2年、研究科 2年）[4]
- 1925年1月 - 国包小学校を合併。国包小学校を分教場とし、1・2年生のみの在籍となる
- 1926年7月 - 青年訓練所を設置する[4]
- 1928年3月 - 農業補習学校の修業年数を変更（男子部：前期2年、後期2年、研究科3年　女子部：前期2年、後期2年）
- 1929年4月 - 職業指導科を加設[5]
- 1930年4月 - 郷土科を加設[5]
- 1935年 - 農業補習学校、青年訓練所を合併し、青年学校を設置する[6]
- 1941年4月1日 - 国民学校令によって上荘国民学校と改称
- 1947年4月1日
  - 学制改革により上荘国民学校が上荘村立上荘小学校と改称
  - 上荘村立上荘小学校の北校舎を間借りして上荘村立上荘中学校[7]が設置される
- 1948年12月22日 - 印南郡平荘村・上荘村学校組合立両荘中学校（現 加古川市立両荘中学校）が設置され、上荘村立上荘中学校が廃校となる
- 1955年4月 - 加古川市に合併、加古川市立上荘小学校と改称
- 1961年4月 - 上荘町国包のうち加古川東側の地域を加古川市立八幡小学校の校区に変更。これにより国包分校廃止。
- 1963年10月 -  創立60周年記念
- 1970年5月 -  屋内体育館竣工式
- 1973年7月 - プール設置
- 1983年11月 - 創立80周年記念事業
- 1992年4月 - 福祉教育研究校に指定（2年間）
- 1995年3月 - プール全面改修
- 1996年11月 - 新校舎竣工記念式典。
- 1998年9月 - 運動場整備完成
- 2001年5月 - 体育館竣工記念式典
- 2003年11月 - 創立100周年記念事業
- 2008年10月 -  二宮金次郎像を再建立
- 2024年
  - 3月31日 - 加古川市立平荘小学校・加古川市立両荘中学校との統合により廃校
  - 4月1日 - 加古川市立義務教育学校両荘みらい学園開校

## 学校行事
| - 4月 始業式 入学式 - 5月 ふれあい運動会 - 6月 修学旅行 | - 7月 終業式 - 8月 - 9月 始業式 くすのきまつり 自然学校 | - 10月 ふれあい表現会 - 11月 マラソン大会 - 12月 終業式 | - 1月 始業式 - 2月 校内書初め展 - 3月 卒業式 修了式 |

## 通学区域
上荘町小野・薬栗・見土呂・国包（加古川より西側）・井ノ口・白沢・都染・都台1丁目〜3丁目

## 進学先中学校
全域が加古川市立両荘中学校の校区である。

## 義務教育学校への移行
両荘地区は加古川市内でも特に児童数の減少が著しく、子どもたちのより良い教育環境の確保のため、平成29年度より様々な協議が重ねられた。その結果、令和2年7月に、上荘小学校及び平荘小学校を統合して現在の両荘中学校の敷地に、増改築により施設一体型小中一貫校を整備する方針を決定した。この一貫校の形態については、市内初の義務教育学校とすることが決まり、名称は「両荘みらい学園」に決定した。令和6年度に開校した。

## 校区内の主な施設
- 加古川温泉
- 加古川市立加古川養護学校
- 加古川市立漕艇センター

## 交通
- JR西日本加古川線厄神駅より徒歩20分
- 加古川駅より神姫バスで「都台」方面のバスに乗車、「都染」バス停留所より200メートル

## 通学区域が隣接している学校
- 加古川市立平荘小学校
- 加古川市立陵北小学校
- 加古川市立八幡小学校
- 小野市立来住小学校